# Arc de Septime Sévère (Dougga)
Pour les articles homonymes, voir Arc de Septime Sévère (homonymie).
L'arc de Septime Sévère est un arc de triomphe romain en ruines situé à Dougga, l'antique Thugga, dans le gouvernorat de Béja en Tunisie. Il est dédié à l'empereur Septime Sévère (193-211).

## Histoire et localisation

Plan du site archéologique : l'arc de Septime Sévère est situé au n°18.

L'arc de Septime Sévère se situe au sud-est du site archéologique, à proximité du mausolée libyco-punique et à l'ouest du temple de Pluton, et se trouve relié à la voie menant de Carthage à Théveste,. 
Son érection est datée de l'année 205 et l'édifice commémore la fondation du municipe, Septimium Aurelium liberum Thugga. Auparavant cohabitaient deux entités, le pagus et la civitas.
L'arc fait partie du site archéologique de Dougga qui est inscrit sur la liste du patrimoine mondial de l’Unesco depuis 1997.

## Description

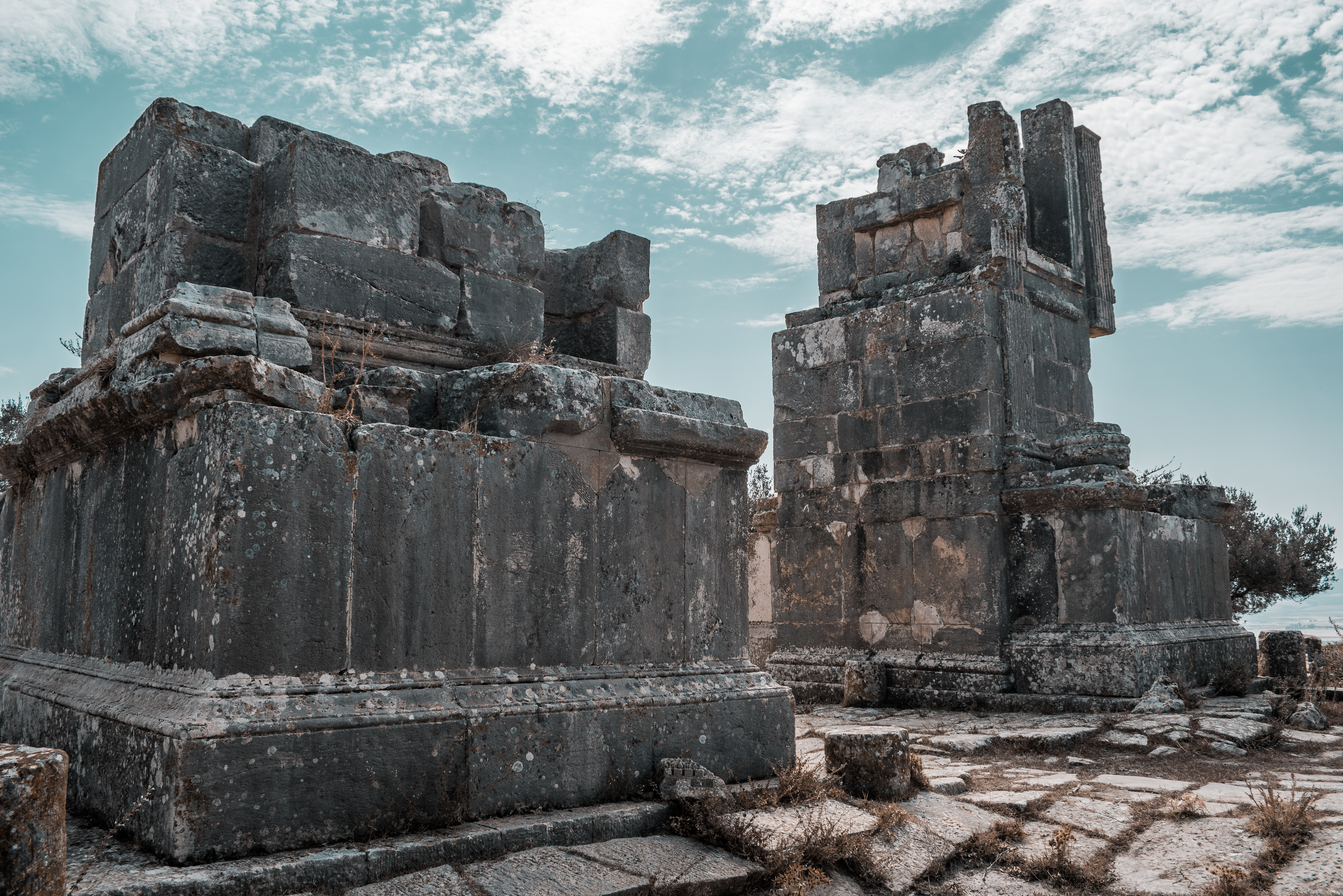
Vue de l'arc de Septime Sévère, côté campagne.

L'arc très endommagé comportait une seule arche large de cinq mètres. Une partie des pylones est conservée, ainsi qu'une partie des niches rectangulaires. Il portait une inscription dédiée à l'empereur et à sa femme Julia Domna, et une autre à leurs fils, Caracalla et Geta. Ces inscriptions ont été retrouvées de façon fragmentaire.
Les niches portaient des statues du couple impérial du côté est, qui se tournait vers le visiteur de la ville, tandis que les statues de leurs fils se situaient du côté ville.